# Maison Planeix
La maison Planeix est une maison-atelier d'artiste située aux numéros 24 bis à 26 bis du boulevard Masséna, dans le 13e arrondissement de Paris. Elle est construite entre 1925 et 1928 par Le Corbusier et son cousin Pierre Jeanneret pour le sculpteur funéraire et peintre Antonin Planeix.

## Historique
C'est une des rares réalisations de Le Corbusier qui soit sujette aux contraintes de murs mitoyens.
Le peintre Auguste Herbin y eut son atelier dans les années trente. C'était alors également le siège du mouvement Abstraction-Création qu'il avait créé en 1931 avec Georges Vantongerloo, Hans Arp, Albert Gleizes, Jean Hélion, Georges Valmier et František Kupka.
Ses façades et toitures ont été inscrites aux monuments historiques par un arrêté du 16 août 1976.